# Johann Ferdinand von Lamberg
Johann Ferdinand von Lamberg (* 11. Jänner 1689; † 16. Oktober 1764) war Offizier und kaiserlicher Hof- und Kammermusikdirektor.

## Leben
Johann Ferdinand, Reichsgraf von Lamberg, Freiherr zu Ortenegg und Ottenstein, Herr zu Stockern und Amerang, Besitzer der Herrschaften Haindorf am Groß-Kamp in Niederösterreich und Kitzbühel in Tirol, war der vorletzte Sohn des Grafen, späteren Fürsten, Franz Joseph von Lamberg(-Steyr) (1637–1712) aus der Ehe mit Anna Maria Gräfin Trautmannsdorf († 21. April 1727).
Für die geistliche Laufbahn vorgesehen, erhielt er 1701 eine Domherrenstelle in Passau, gab sie aber 1709 an seinen jüngeren Bruder Franz Alois weiter und wurde Soldat. 1714 war er Oberstleutnant und Generaladjutant des Prinzen Eugen. In dieser Position tat er sich im Türkenkrieg bei der Einnahme von Temesvár am 12. Oktober 1716 hervor und überbrachte die Kapitulation nach Wien. Nachdem er den Militärdienst quittiert hatte, trat er in den kaiserlichen Hofdienst über und war er von 1732 bis 1741 Hof- und Kammer-Musikdirektor (sog. Musikgraf) unter Kaiser Karl VI. 1735 erbte er von seinem Bruder Johann Philipp die Fideikommiss-Güter in Tirol (u. a. Schloss Münichau). Er war Oberstlandjägermeister in Tirol, k.k. Wirklicher Geheimer Rat, Kämmerer und Ritter des St. Wenzels-Ordens.
Aus seiner 1721 geschlossenen Ehe mit der zweifach verwitweten Constantia Gräfin Gilleis (1691–1760) gingen vier Kinder hervor, drei Töchter und ein Sohn, Alois Franz Joseph, der aber schon nach einem Jahr starb. Sein Neffe, Johann Friedrich Joseph, Reichsfürst von Lamberg, Sohn des Fürsten Franz Anton und der Ludowika, Prinzessin von Hohenzollern-Hechingen, beerbte ihn.
Er wurde neben seiner Frau in der Lambergischen Familiengruft in der Augustinerkirche in Wien bestattet.